# Estação Thakanat El-Maadi
Thakanat El-Maadi (em árabe: ثكنات المعادي) é uma das estações da linha 1 do metro do Cairo, no Egito, conhecida também como a linha francesa do metro do Cairo, no Egito.
A estação foi inaugurada em 26 de setembro de 1987 na fase 1 da linha 1 quando entrou em operação o Metro do Cairo.

## Toponímia
Foi um local de residência dos soldados britânicos durante a época da colonização britânica. O acampamento perto de Maadi era chamado Thakanat al-Maadi.